# Saltugilia carvifolia
Saltugilia carvifolia är en blågullsväxtart som först beskrevs av LeRoy Abrams, och fick sitt nu gällande namn av L.A. Johnson. Saltugilia carvifolia ingår i släktet Saltugilia och familjen blågullsväxter. Inga underarter finns listade i Catalogue of Life.